# Karl Backman (artist)
Karl Backman, född 27 oktober 1970 i Umeå, är en svensk bildkonstnär och musiker.

## Konsten
Backmans måleri är ofta punkinspirerat och präglat av starka färger i stora format med teman som politik, religion och sexualitet. Han har även ägnat sig åt screentryck och är medlem i den internationella konstnärsgruppen Artmoney. 
I juli 2011 hade han en separatutställning på Das Museum of Porn in Art i Zürich där han samarbetat med internationella porrstjärnor som Ashley Blue, Layla Rivera, Summer Luv, Barbii Bucxxx och May Ling Su i en serie politiskt och sexuellt laddade målningar.
I september 2010 följde ett nyhetsteam från AFP Backman och hans flickvän Jessica Schaeder när de besökte Tjernobyls kärnkraftverk och Prypjat. Backmans bilder från dessa platser ligger till grund för en utställning.

## Musiken
Backman blev punkare som 10-åring och deltog redan 1982 i ockupationen av Gula Villan i Umeå, där han också bildade sitt första punkband. Han var också låtskrivare och gitarrist i punk/hardcorebanden AC4 och The Vectors.
I slutet av sommaren 2013 bildade Backman kortlivade The T-55's, och hösten 2016 det nuvarande bandet Acid Blood.  
Backman intervjuas om sin syn på konstnärligt arbete i den australiska dokumentärfilmen A few minutes with AC4.